# Holter Wilson
Holter William Wilson, född 13 juni 1909 i Tidaholms församling, Skaraborgs län, död 29 mars 2003 i Skara domkyrkoförsamling, Västra Götalands län, var en svensk bankkamrer och målare. 
Han var son till handelsföreståndaren John Wilson och Thora Holter och från 1939 gift med Nancy Karlsson. Wilson studerade några månader för Nils Nilsson vid Valands målarskola 1939 men var huvudsakligen autodidakt som konstnär. Under en studieresa till Paris 1949 studerade han en kortare tid vid André Lhotes ateljé och i konststudiesyfte genomförde han en resa till London 1952. Separat ställde han bland annat ut i Falköping och Skövde. Tillsammans med Valentin Andersson och Stig Trägårdh ställde han ut i Axvall 1949 och han medverkade i några av Göteborgs konstförenings Decemberutställningar på Göteborgs konsthall. Hans konst består av abstrakta kompositioner med inslag av kubism samt landskapsskildringar från Västergötland.